# Quimera
|  | Per a altres significats, vegeu «Quimera (desambiguació)». |

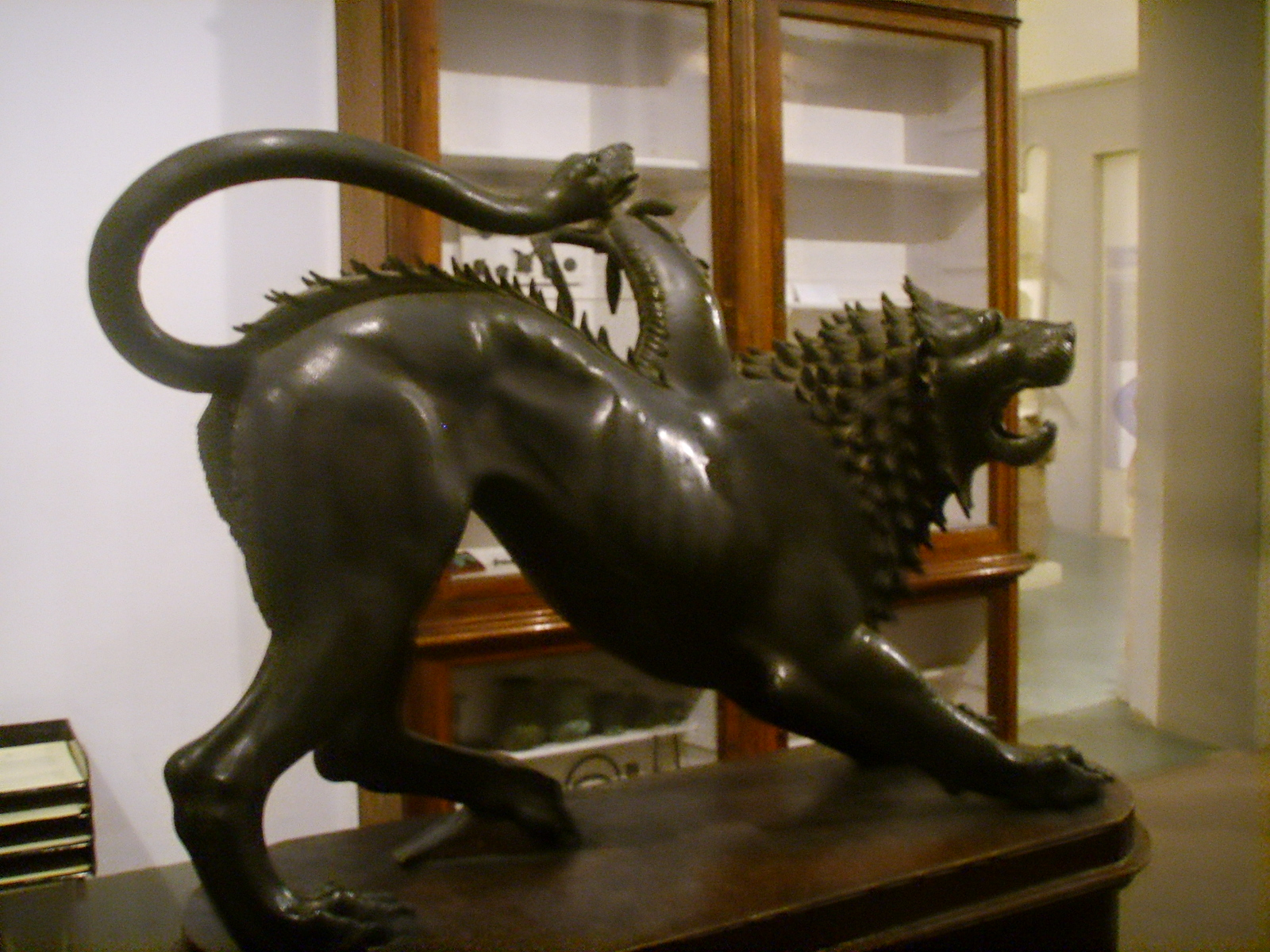
"Quimera d'Arezzo". Estàtua de bronze etrusca.

En la mitologia grega, Quimera (en grec, Χιμαιρα Khimaira) era un monstre que tenia forma de lleó, amb un cap de cabra enmig del dors i cua de serp o potes de drac, i que treia foc per la boca. Es considera una personificació de la tempesta.
És un dels diversos monstres que van sorgir de la unió de Gea i Pontos. El seu pare era Tifó i la seva mare, Equidna. Estava emparentada amb les harpies, l'Esfinx, les gorgones i el Lleó de Nemea.
Vivia a la regió de Lícia (Anatòlia, actual Turquia). Va ser criada pel rei de Cària, Amisòdar, i vivia a Patara. Iòbates, el rei de Lícia, ordenà a l'heroi Bel·lerofont, net de Sísif, que matés aquell monstre perquè devastava el seu regne i devorava els ramats. Un oracle aconsellà a l'heroi que domés el cavall alat Pegàs perquè aquest l'ajudaria en la seva comesa. Bel·lerofont trobà Pegàs a Corint, bevent de la font de Pirene, i amb suavitat li posà al cap una brida d'or que la deessa Atena li havia regalat. El cavall va deixar que Bel·lerofont el cavalqués i s'elevà pels aires. Volaren molt temps fins que veieren la Quimera. Per a matar-la, Bel·lerofont havia construït una arma especial: a la punta d'una llança havia lligat un tros de plom, i quan la Quimera obrí la gola per llençar foc sobre l'heroi, aquest li va introduir la llança dins la boca. El foc de la boca del monstre va fondre el plom, que li relliscà gargamella avall i li cremà el ventre, provocant-li la mort.
També es deia Quimera, en algunes tradicions, la nàiade siciliana que es va enamorar de Dafnis, i que, engelosida, el va deixar cec. D'altra banda, Homer en parla com a "guardiana" del rei Amisodarus, la qual cosa podria suggerir una tradició alternativa en la qual hagués estat creada deliberadament com a guardiana de fronteres o arma.

## Representacions en l'art
En la literatura, Quimera apareix entremig de déus, titans i herois al llibre Teogonia del poeta grec Hesíode, a la Metamorfosi d'Ovidi (llibre 4), a la Ilíada d'Homer, a l'Eneida de Virgili (llibre 6), i també la trobem a la Biblioteca d'Apol·lodor (llibre 1).
A nivell pictòric, la representació més freqüent de la Quimera sol coincidir a la descripció que en fa Hesíode a la Teogonia, la d'un lleó amb un cap de cabra al mig de l'esquena i una cua amb un cap de serp a la punta. Ha estat representada per artistes com Peter Paul Rubens o Gustave Moreau.